# Lisa Blount
Lisa Blount (Fayetteville, 1 de julio de 1957 - Little Rock, 25 de octubre de 2010) fue una actriz de cine y televisión y productora estadounidense, galardonada en 2001 con un Oscar de Hollywood al mejor cortometraje.

## Vida personal
Blount nació el 1 de julio de 1957 en Fayetteville (Arkansas) y creció en Jacksonville, también en ese Estado del sur de los EE. UU. Después de graduarse en el Jacksonville High School, Blount estudió teatro en la Valdosta State University comenzando su carrera como actriz en el cine y la televisión a finales de la década de los 70.
Contrajo matrimonio en dos ocasiones, la primera de ellas con Christopher Tufty, de quien se divorciaría. En 1998 contraería matrimonio con el actor y cineasta Ray McKinnon, con quien había coincidido en la película La tienda (1993) en la que ambos actuaban y permanecerían unidos hasta la muerte de la actriz.
El miércoles 27 de octubre de 2010, Lisa Blount fue hallada muerta en su domicilio de Little Rock por su madre. De acuerdo a los exámenes forenses, la policía del condado de Pulaski explicó a un medio local, Arkansas Democrat-Gazette que Blount podría haber muerto unos dos días antes de su hallazgo, así como que no presentaba evidencias que pudieran hacer pensar en una muerte violenta.
Louise Blount, madre de la actriz, explicó al medio RadarOnline.com que su hija sufría de una enfermedad conocida como púrpura trombocitopénica idiopática (PTI), en la que unos niveles bajos de plaquetas favorecen la aparición de coágulos, hemorragias y hematomas. «Creo que eso pudo haber contribuido a lo que sucedió [diría Louise], pues cuando la encontré ella tenía el cuello de color púrpura, con que parecía como sangre superficial.»

## Trayectoria
Su papel más recordado es el de Linette Pomeroy en el gran éxito de los 80 Oficial y caballero (An Officer and a Gentleman, 1982). En esta película, Blount era la amiga del personaje que interpretaba Debra Winger, quien mantenía un romance con el oficial interpretado por Richard Gere. 
En la década del los 80 apareció en la famosa serie de televisión Luz de luna en el episodio "El hombre que hablaba en sueños".
Otros títulos para la gran pantalla en los que intervino fueron El príncipe de las tinieblas (Prince of Darkness, 1987), de John Carpenter; Gran bola de fuego (Great Balls of Fire, 1989), junto a Dennis Quaid, Winona Ryder y Alec Baldwin; Furia ciega (Blind Fury, 1989), 
acompañando a Rutger Hauer o La tienda (Needful Things, 1993), basada en una novela de Stephen King, y en cuyo reparto Blount coincidiría con Ed Harris, Max Von Sydow, Bonnie Bedelia o Amanda Plummer.  
Blount alternó sus apariciones en la gran pantalla con intervenciones en diversas series, ya fuera en papeles recurrentes o como estrella invitada. Entre las series en las que intervino figuran El autoestopista, Starman, Se ha escrito un crimen, Picket Fences, The Client o La juez Amy. Un papel destacable de Blount en este medio sería el de Bobbi Stakowski, madrastra de Jim Profit en Profit, serie de la cadena Fox de corta vida (1996-1997), pero reconocida por la crítica americana. 
En su última década, Blount había comenzado a desarrollar una actividad
como productora, llegando a recoger en 2002 un Premio Oscar de Hollywood al Mejor Cortometraje (Academy Award for Live Action Short Film) por The Accountant (2001), que recogió junto a su marido el cineasta Ray McKinnon. En 2004, Blount produjo y actuó en la película Chrystal, donde la acompañó otro actor natural de Arkansas, Billy Bob Thornton.

## Filmografía seleccionada
Cine
- September 30, 1955 (1977)
- The Swap (1979)
- Muertos y enterrados (1981)
- Oficial y caballero (1982)
- Radioactive Dreams (1984)
- Cut and Run (1985)
- Annihilator  (1986)
- Prince of Darkness (1987)
- South of Reno (1988)
- Out Cold (1989)
- Gran bola de fuego (1989)
- Furia ciega (1989)
- Femme Fatale (1991)
- La tienda (1993)
- Stalked (1994)
- Secreto judicial (1995)
- Box of Moon Light (1996)
- If...Dog...Rabbit... (1999)
- Birdseye (2002)
- Chrystal (2004)
- Randy and the Mob (2007)

Televisión
- El autoestopista (capítulo 26 - "Una última oración")
- Starman (capítulo 6 - "Secretos")
- Magnum, P.I.
- Se ha escrito un crimen
- Picket Fences
- The Client
- Profit
- La juez Amy

## Premios y distinciones
Premios Óscar
| Año  | Categoría          | Película       | Resultado |
| ---- | ------------------ | -------------- | --------- |
| 2002 | Mejor cortometraje | The Accountant | Ganadora  |